# The Complete Studio Recordings (бокс-сет The Doors)
The Complete Studio Recordings (с англ. — «Полное собрание студийных записей») — комплект альбомов американской группы The Doors, выпущенный в 1999 году.

## О бокс-сете
Сборник состоит из шести ремастированных на цифровой аппаратуре студийных альбомов группы (записанных при жизни Джима Моррисона) и ещё одного диска — сборника раритетов группы, составленного на основе предыдущего издания — The Doors Box Set. Все студийные альбомы выпущены с такими же обложками, как и на LP, их содержание также полностью идентично оригинальным изданиям. Издание снабжено 72-страничным буклетом с фотографиями, текстами всех песен и нотами.

## Список композиций
Диск 1. The Doors
Диск 2. Strange Days
Диск 3. Waiting for the Sun
Диск 4. The Soft Parade
Диск 5. Morrison Hotel
Диск 6. L.A. Woman
Диск 7. Essential Rarities (с англ. — «Существенные раритеты»)
1. «Hello to the Cities» (с англ. — «Приветствие городам») — 0:56; концерт на шоу Эда Салливана, 1967 и в Cobo Hall, Детройт, 1970
2. «Break on Through (To the Other Side)» (с англ. — «Прорывайся (на другую сторону)») — 4:32; концерт на фестивале острова Уайт, Англия, 1970
3. «Roadhouse Blues» (с англ. — «Блюз придорожного трактира») — 4:19; концерт в Madison Square Garden, Нью-Йорк, 1970
4. «Hyacinth House» (с англ. — «Гиацинтовый дом») — 2:40; демозапись, сделанная на домашней студии Робби Кригера, 1969
5. «Who Scared You» (с англ. — «Кто тебя напугал?») — 3:16; записано на Elektra Studios, 1969
6. «Whiskey, Mystics and Men» (с англ. — «Виски, мистики и люди») — 2:19; записано на Elektra Studios, 1970
7. «I Will Never Be Untrue» (с англ. — «Я никогда не буду неправ») — 3:56; концерт в Aquarius Theatre, Голливуд, 1970
8. «Moonlight Drive (Demo)» (с англ. — «Гонка при лунном свете») — 2:31; демозапись, сделанная на World Pacific Studios, 1965
9. «Queen of the Highway» (с англ. — «Королева шоссе») — 3:32; альтернативная версия, записанная на Elektra Studios, 1969
10. «Someday Soon» (с англ. — «Когда-нибудь скоро») — 3:41; концерт в Seattle Center, Сиэтл, 1970
11. «Hello, I Love You» (с англ. — «Привет, я люблю тебя») — 2:28; демозапись, сделанная на World Pacific Studios, 1965
12. «Orange Country Suite» (с англ. — «Свита Оранжевой страны») — 5:27; записано на Elektra Studios, 1970
13. «The Soft Parade» (с англ. — «Тихий парад») — 10:03; концерт на PBS Television, Нью-Йорк, 1970
14. «The End» (с англ. — «Конец») — 18:01; концерт в Madison Square Garden, Нью-Йорк, 1970
15. «Woman is a Devil» (с англ. — «Женщина — дьявол») — 4:08; записано на Elektra Studios, ЛА, 1969

## Участники записи
- вокал — Jim Morrison
- гитара — Robby Krieger;
- оркестровые аранжировки — Paul Harris (с дорожки 4.1 по 4.9);
- бас — Douglas Lubahn (с 3.1 по 4.9) , Harvey Brooks (с 4.1 по 4.9) , Jerry Scheff (с 6.1 по 6.10) , Ray Manzarek (с 1.1 по 1.7);
- ударные — John Densmore;
- инженер — Bruce Botnick (с 1.1 по 5.11):
- инженер (ассистент) — Fritz Ritchmond (с 7.1 по 7.15) , John Haeny (с 7.1 по 7.15);
- ритм-гитара — Marc Benno (с 6.3 по 6.5, 6.8);
- английский рожок — Champ Webb (с 4.1 по 4.9);
- клавишные — Ray Manzarek (2.1 по 4.9, с 7.1 по 7.15);
- мандолина — Jesse McReynolds (с 4.1 по 4.9);
- маримба — Ray Manzarek (с 2.1 по 2.10);
- перкуссия (конга) — Reinol Andino (с 4.1 по 4.9);
- фортепьяно, орган — Ray Manzarek (с 1.1 по 1.7, с 5.1 по 6.10);
- продюсеры — Bruce Botnick (с 6.1 по 7.15) , Дорз (c 6.1 по 7.15) , Paul A. Rothchild (с 1.1 по 5.11);
- запись, микширование, мастеринг — Bruce Botnick (с 7.1 по 7.15);
- саксофон — Curtis Amy (с 4.1 по 4.9);
- тромбон — George Bohanan (c 4.1 по 4.9);
- скрипка (фиддл) — Jimmy Buchanan (с 4.1 по 4.9);